# Pseudelaenia leucospodia
A Pseudelaenia leucospodia a madarak (Aves) osztályának verébalakúak (Passeriformes) rendjébe, ezen belül a királygébicsfélék (Tyrannidae) családjába tartozó Pseudelaenia nem egyetlen faja.

## Rendszerezése
A fajt Wladyslaw Taczanowski lengyel zoológus és ornitológus írta le 1818-ban az Elainea nembe Elainea leucospodia néven.

## Alfajai
- Pseudelaenia leucospodia cinereifrons (Salvadori & Festa, 1899)
- Pseudelaenia leucospodia leucospodia (Taczanowski, 1877)[2]

## Előfordulása
A Csendes-óceán partvidékén, Ecuador és Peru területén honos. Természetes élőhelyei a szubtrópusi és trópusi cserjések, folyók és patakok környékén. Állandó, nem vonuló faj.

## Megjelenése
Testhossza 12 centiméter, testtömege 10-11 gramm.

## Természetvédelmi helyzete
Az elterjedési területe nagyon nagy, egyedszáma ugyan csökken, de még nem éri el a kritikus szintet. A Természetvédelmi Világszövetség Vörös listáján nem fenyegetett fajként szerepel.